# Bobryk (obwód brzeski)
Bobryk (biał. Бобрык; ros. Бобрик) – wieś na Białorusi, w obwodzie brzeskim, w rejonie pińskim, w sielsowiecie Bobryk, nad Bobrykiem Pierwszym i przy drodze republikańskiej R105.
Dawniej wieś i majątek ziemski. W dwudziestoleciu międzywojennym leżał w Polsce, w województwie poleskim, w powiecie pińskim, w gminie Dobrosławka. Po II wojnie światowej w granicach Związku Sowieckiego. Od 1991 w niepodległej Białorusi.
Urodził tu się prawosławny arcybiskup brzeski i kobryński Konstantyn (Chomicz).